# Novovolynsk
Novovolynsk (Oekraïens: Нововолинськ) is een stad in de Oblast Wolynië, Oekraïne. De stad Novovolynsk vormt samen met de stedelijke nederzetting Blahodatne (tot 2016 Zhovtneve), samen het district Novovolynsk.

## Geografie
Novovolynsk ligt in het zuidwesten van de Oblast Wolynië (Volyn) in het uiterste noordwesten van Oekraïne. Het stadsgebied is ongeveer 17 vierkante kilometer. De staatsgrens met Polen loopt 15 km ten westen van de stad; 92 km ten noorden van Novovolynsk ligt de staatsgrens met Wit-Rusland.

## Economie
De stad heeft een paar fabrieken: een betonfabriek, een steenfabriek, een fabriek voor het onderhoud van mijnbouwapparatuur, een vleesverpakkings- en broodfabriek en een houtbewerkingsfabriek.

## Geschiedenis
Novovolynsk werd in 1950 gebouwd als mijnstad in de Sovjet-Unie, en was tot voor kort een belangrijk mijnbouwcentrum in de regio. Het kreeg in 1957 de status van stad. Het woord "Novovolynsk" betekent "een nieuwe stad in de regio Volyn".
In Novovolynsk staat een monument voor een beroemde Oekraïense dichter en kunstenaar Taras Sjevtsjenko. De prominente voetballer Artem Fedetskyi komt uit Novovolynsk.